# 伊加拉佩
伊加拉佩（葡萄牙語：Igarapé）是一個位於巴西東南部米納斯吉拉斯州的市鎮，始建於1963年3月1日，海拔高度1,434米，面積109.9平方公里，毗鄰的市鎮有布魯馬迪紐、伊塔蒂亚尤苏、茹阿图巴、马特乌斯莱米、圣若阿金-迪比卡斯。現任市長為卡洛斯·阿爾伯托·達西爾瓦（Carlos Alberto da Silva）。

## 命名由來
伊加拉佩的葡萄牙語源於圖皮語的「獨木舟小徑」，即ygara（獨木舟）和apé（路、小徑）組合而成。

## 歷史
現今伊加拉佩所在的區域原屬於馬特烏斯萊米。米格爾·亨利克斯·達席爾瓦（Miguel Henriques da Silva）和其他人在1958年開始進行市鎮的獨立運動，1962年12月30日，米納斯吉拉斯州立法議會批准了第2764號法令，同意創設伊加拉佩為新的市鎮。伊加拉佩於1963年3月1日正式創立，並由穆里羅·迪奥利维拉（Murilo de Oliveira）擔任主席。

## 地理
伊加拉佩位於帛琉佩巴河流域。這條河的流域包括茹阿圖巴和圣若阿金-迪比卡斯市之間的市鎮。
該市的一部分被藍里貝朗塞拉水壩淹沒，形成藍塞拉水庫，該水庫是帛琉佩巴河的一部分。帛琉佩巴河上還有曼索河（Rio Manso）和瓦爾澤阿達斯弗羅雷斯等水壩，可為美景市大都市區供水。

## 經濟

### 生產總值
巴西地理統計局2008年統計，伊加拉佩年生產總值289,377,004雷亞爾，人均GDP為8777.78雷亞爾。

### 人類發展指數
根據2000年聯合國開發計劃署的資料，伊加拉佩的人類發展指數為0,753，屬於中度發展。

## 人口
根據巴西地理統計局於2018年的估計，伊加拉佩共有42,246人，面積110.942平方公里，平均人口密度為380.79人/km2。

## 外部鏈結
- 伊加拉佩官方網站（页面存档备份，存于）
- 伊加拉佩市政府（页面存档备份，存于）
- 伊加拉佩在巴西地理統計局中的統計資料（页面存档备份，存于）